# Cécile Pozzo di Borgo
Cécile Pozzo di Borgo (ur. 4 stycznia 1952 roku w Paryżu) – polityczka francuska.
Od 13 października 2014 roku pełni urząd prefekta i najwyższego administratora (reprezentanta prezydenta Francji) w terytorium zamorskim: Francuskie Terytoria Południowe i Antarktyczne.